# مارك جونستون (فيلسوف)
مارك جونستون (بالإنجليزية: Mark Johnston)‏ هو فيلسوف أسترالي، ولد في 16 مايو 1954.